# サワーガス
サワーガス（英: Sour gas）は、硫化水素（H2S）を大量に含む天然ガスまたはその他のガスである。
天然ガスは1立方メートルあたり 5.7ミリグラム以上の硫化水素を含む場合、その天然ガスはサワーだと考えられる。これは濃度で言うと約4 ppmに相当する（標準温度および圧力下）。ただし、このしきい値は国、州、さらには機関や製品によっても異なる。例えばテキサス鉄道委員会は、「サワーガスパイプライン」とは体積比でH2Sが100 ppm以上のガスを運ぶものとしている。一方、テキサス環境品質委員会は、採掘にあたって、許可や報告や場合によっては追加の排出規制が必要になるサワーガスを、体積比で24 ppmを超えるガスとして定義している。
硫化水素の含有量が少ない天然ガスを「スイートガス」と呼ぶ。これは石油産業の黎明期、油田探索者達が掘り当てた原油の品質を手早く調べるために少量の油を舐めて、その味で硫黄分の多寡を判定していたことに由来する。ガスは舐められない（サワーガスの臭いは酸っぱいと言えなくもないが、スイートガスは無臭である）が用語は踏襲された。
「酸性ガス」と「サワーガス」という用語は同じ意味で使用されることもあるが、厳密には異なる。サワーガスとは硫化水素を多く含むガスのことである。酸性ガスとは硫化水素だけでなく二酸化炭素（CO2）その他の酸性の気体を含むガスのこともそう呼ぶ。したがって、たとえば二酸化炭素それ自体は酸性ガスであり、サワーガスではない。硫化水素は有毒であるだけでなく、硫化物応力腐食割れによってサワーガスを取り扱う配管やその他の機器にも損傷を与える。天然ガスは、典型的には、揮発性硫黄化合物を数ppmを含むだけである。しかしカナダのあるガス田は、90パーセントの硫化水素等を含有することが知られている。それ以外にも「何十パーセント」と表現されるようなH2Sを含有するガス田も知られている。

## 「甘味付け」
石油精製所または天然ガス処理プラントでは、硫化水素およびその他の有機硫黄化合物除去工程は「スイートニング（Copper sweetening）」と呼ばれる。スイートニングされた製品は、チオールや硫化水素の酸味や悪臭がない。
硫化水素または二酸化炭素を含む生の天然ガスを使用する前に、一般的にはアミン処理を行って、これらの不純物を許容レベルまで除去する必要がある。除去されたH2Sの処理法としては、硫黄に変換するクラウス法や、硫酸に変換する湿式硫酸処理（WSA Process）がある。高硫黄天然ガス資源の開発が進められている近年では、「従来の硫黄回収で対処すれば，更なる硫黄 の山ができることになる」ことを避けるために高H2S濃縮ガスは、高毒性ガスを処理するように特別に設計されたガスコンプレッサーによって再圧縮され、地層に再注入されることも多い。スイートニング中に除去される別の製品は、硫化カルボニルがある。